# Kuršanec
Kuršanec (mađ.: Zrínyifalva) je naselje u Republici Hrvatskoj, u sastavu Grada Čakovca, Međimurska županija.
Naselje se nalazi u jugozapadnom dijelu Međimurske županije, u blizini rijeke Drave, odnosno Varaždinskog jezera. Kuršanec je udaljen otprilike 9 kilometara od centra Čakovca, dok je centar Varaždina od naselja udaljen oko 7 kilometara.

## Stanovništvo
Prema popisu stanovništva iz 2021. godine, naselje je imalo 1745 stanovnika te 411 obiteljskih kućanstava. U Kuršancu je 2010. godine izgrađen Romski obiteljski centar sredstvima EBRD i Grada Čakovca; u njemu danas djeluje predškola a organizirani su i drugi oblici edukacije, pretežito za djecu.
| broj stanovnika | 191   | 261   | 275   | 328   | 320   | 347   | 417   | 454   | 551   | 566   | 600   | 756   | 842   | 1103  | 1314  | 1584  | 1727  |
|                 | 1857. | 1869. | 1880. | 1890. | 1900. | 1910. | 1921. | 1931. | 1948. | 1953. | 1961. | 1971. | 1981. | 1991. | 2001. | 2011. | 2021. |

## Šport
- NK Drava Kuršanec